# آخرین هوانورد گمشده
آخرین هوانورد گمشده (انگلیسی: Lost Planet Airmen) یک فیلم علمی تخیلی ساخت آمریکا است که در سال ۱۹۵۱ میلادی ساخته شد. کارگردان این فیلم سیاه‌وسفید فرد برنون است. موضوع فیلم جنگ‌افزارهای جنگی و پروژه‌های نظامی است.